# Konungariket Nederländerna
Konungariket Nederländerna (nederländska Koninkrijk der Nederlanden), eller enbart Nederländerna, är en suverän stat som består av fyra länder med inre autonomi:
- Nederländerna (Nederland) — den europeiska delen samt de tre kommunerna i Karibiska Nederländerna.
- Aruba — ö i Karibien, utbruten från Nederländska Antillerna 1986
- Curaçao — ö i Karibien, blev självständigt inom Konungariket Nederländerna efter att Nederländska Antillerna upphörde som enhet 2010
- Sint Maarten — ö i Karibien, blev självständigt inom Konungariket Nederländerna efter att Nederländska Antillerna upphörde som enhet 2010

Före 1975 ingick även Surinam, vilken varit känt som Nederländska Guyana. 
Nederländerna är medlem av Europeiska unionen; Karibiska Nederländerna räknas dock som OCT-område. Även Aruba, Curaçao och Sint Maarten är OCT-områden. Medborgarskapet är ett och samma oberoende i av vilken del man är bosatt eller född i, vilket medfört att samtliga medborgare skall betraktas som EU-medborgare.

## Historia
En föregångare till dagens Nederländerna var Republiken Förenade Nederländerna, som upplöstes 1795 som en följd av franska revolutionskrigen. Efter Napoleons nederlag i slaget vid Leipzig (1813) blev Vilhelm I av Nederländerna kung av Nederländerna. Från 1815 till 1830 inkluderade kungariket Förenade Nederländerna även nuvarande Belgien, och från 1815 till 1890 var Luxemburg i personalunion med Nederländerna. Nederländerna hade fram till mitten av 1900-talet flera kolonier utanför Europa och de som har förblivit nederländska har integrerats i kungariket som likställda med den europeiska delen.